# Persecución a chiíes por el Estado Islámico
La persecución a chiíes por parte de Estado Islámico implica el asesinato en masa sistemático de musulmanes chiitas por parte del grupo extremista sunita dentro de sus áreas bajo su control en Irak y Siria.
A pesar de ser la mayor rama islámica en Irak, los musulmanes chiitas han sido asesinados en gran número por Estado Islámico, que es sunita. El 12 de junio de 2014, el Estado Islámico mató a 1.700 reclutas cadetes del Ejército iraquí de mayoría chií desarmado en la masacre de Camp Speicher. El Estado Islámico también ha apuntado a prisioneros chiitas. Según los testigos, después de que el grupo militante tomara la ciudad de Mosul, dividieron a los prisioneros sunitas de los prisioneros chiitas. Hasta 670 prisioneros chiitas fueron llevados a otro lugar y ejecutados. Funcionarios kurdos en Erbil informaron sobre el incidente de prisioneros sunitas y chiitas que fueron separados y prisioneros chiitas asesinados después de que la prisión de Mosul cayó ante Estado Islámico.
El Estado Islámico también es responsable del genocidio y la limpieza étnica de cristianos y yazidíes en el norte de Irak en una "escala histórica", poniendo a comunidades enteras "en riesgo de ser borradas del mapa de Irak". En un informe especial publicado el 2 de septiembre de 2014, Amnistía Internacional describió cómo Estado Islámico había "atacado sistemáticamente a las comunidades musulmanas no sunitas, matando o secuestrando a cientos, posiblemente miles, de personas y forzando a más de decenas de miles de chiítas, sunitas, junto con otros minorías para huir de las áreas que ha capturado desde el 10 de junio de 2014 ". Los grupos chiitas más atacados en la gobernación de Nínive fueron los turcomanos chiitas y los chabaquíes.

## Genocidio

### Caída de Mosul
En el verano de 2014, las propiedades chiitas en Mosul y otras áreas controladas por Estado Islámico se pintaron con la letra ⟨ر⟩ (resh) para Rafidah, un término despectivo para los chiitas utilizado por algunos musulmanes sunitas. Estado Islámico confiscó las casas y tiendas propiedad de los chiitas y se las entregó a sus seguidores locales o combatientes extranjeros. Miles de chiitas chabaquíes y turcomanos huyeron de las ciudades de Mosul, Tal Afar y el resto de la gobernación de Nínive a zonas más seguras de mayoría chiita más al sur.

### Ataques contra chiitas en Bashir
Miles de chiitas de las aldeas de las gobernaciones de Saladino y Kirkuk huyeron a las aldeas vecinas de Kirkuk después de que el EIIL atacara a tres aldeas chiitas y al menos 40 civiles, incluidos niños, fueron asesinados cerca de la ciudad de Bashir.

### Destrucción de santuarios chiitas y lugares de culto
Estado Islámico ve a los musulmanes chiitas como politeístas y herejes. Por lo tanto, comenzó una campaña para destruir todos los santuarios chiitas, mezquitas y lugares de culto en Nínive y todas las áreas controladas por Estado Islámico. Los informes indicaron que al menos 10 santuarios chiitas y hussiniyas, incluidos los históricos en Mosul y Tal Afar, fueron demolidos o explotados por Estado Islámico durante esta campaña. En julio de 2016, Estado Islámico atacó un santuario chií durante el ataque al mausoleo de Ali al-Hadi, matando entre 56 y al menos 100 personas, sin incluir a los atacantes.

### Definición del genocidio chií
El 17 de marzo de 2016, el Secretario de Estado de los Estados Unidos, John Kerry, declaró que la violencia iniciada por Estado Islámico contra los musulmanes chiitas y otros en Irak y Siria equivalía a genocidio. Él dijo:"A mi juicio, Daesh es responsable del genocidio contra grupos en áreas bajo su control, incluidos yazidíes, cristianos y musulmanes chiítas".
La declaración de Kerry se produjo la misma semana en que la Cámara de Representantes de los Estados Unidos votó 383-0 a favor de clasificar las atrocidades cometidas por Estado Islámico como un genocidio contra ciertas minorías étnicas y religiosas en sus territorios.